# Alexandre Dumas den yngre
Alexandre Dumas den yngre (eller "Dumas fils"), född 27 juli 1824 i Paris, död 27 november 1895 i Marly-le-Roi, Yvelines, var en fransk författare. Han var utomäktenskaplig son till Marie-Laure-Catherine Labay och Alexandre Dumas den äldre.

## Biografi
Dumas togs tidigt om hand av sin far och hjälptes av denne till en god uppfostran. Han uppträdde tidigt som författare, först med dikter och romaner i romantisk stil utan större betydelse. Snart gick han dock över till en mera realistiskt präglad stil och skrev ett antal romaner om samtida liv i Paris: Kameliadamen (La dame aux camélias) (1848), en skildring av en kurtisans upprättelse genom kärlek som blev hans stora genombrott, Le roman d'une femme (1849), Diane de Lys (1851) med flera. I dramatiserad form framförde han 1852 La dame aux camélias på scenen, där den omedelbart fick stor framgång, även om den en kort tid belades med spelförbud på grund av sin förmenta osedlighet. 
Kameliadamen blev senare underlag för Giuseppe Verdis opera La Traviata med premiär 1853. Kameliadamen filmades också ett flertal gånger under stumfilmseran, men är mest känd i versionen från 1936 med Greta Garbo i rollen som Marguerite Gautier. 
Efter detta övergick Dumas helt till dramatiken. Skickligt gjorda tendensdramer, burna av sträng moralism och ventilerande aktuella sociala problem, blev i fortsättningen hans specialitet. Bland dessa märks Le demimonde (1855), La question d'argent (1857), Le fils naturel (1858), där han på grundval av sina egna erfarenheter skärskådade utomäktenskapliga barns ställning i samhället, Le père prodigue (1859) som handlar om hans far, Les idées de Mme Aubray (1867), La femme de Claude (1873), där den franska kvinnan på grund av lyxbegär och lättfärdighet görs ansvarig för nationens olyckor, L'étrangère (1876), med flera. Under hans senare år märks i pjäserna en mildring av hans rationalism och reformatoriska stränghet. 
År 1874 blev han ledamot av Franska akademien och han var då sedan länge erkänd som tidens ledande dramatiker. Dumas utövade ett stort inflytande över Henrik Ibsens dramatik. Hans Thèâtre complet utgavs 1890–1895 i sju band. De flesta av Dumas verk är översatta till svenska.

## Valda verk
- Bildhuggaren Clemenceau: berättelse (översättning H. Hörner, Bonnier, 1867). Ny anonym? översättning, Söderström, 1925, med titeln Målet Clémenceau: en anklagads minnen (L'affaire Clemenceau: mémoire de l'accusé, 1866)
- Thérèse (översättning Efraim Wästberg, Lundholm, 1890)
- Kameliadamen (1849) (La dame aux camélias, 1848, roman)
  - Kameliadamen (översättning Walborg Hedberg, Bonnier, 1897)
  - Kameliadamen (översättning Mathilda Drangel, Weijmers, 1908)
  - Kameliadamen (översättning Natalia Nisbeth, B. Wahlström, 1912)
  - Kameliadamen (översättning Erik Grane, Argus, 1924)
  - Kameliadamen (översättning Hilmer Gillqvist, Baltiska förlaget, 1928)
  - Kameliadamen (översättning Adie E. Bergström (dvs. Adil Bergström?), Svenska förlags-a.b., 1943)
  - Kameliadamen (översättning C. H. Nanne, Lindqvist, 1955)
  - Kameliadamen (översättning Jakob Gunnarsson, Niloe, 1969)
- Falska juveler: komedi i fem akter (översättning O. Wijkander, Bonnier, 1880) (Le demimonde, 1880, skådespel)
- Monsieur Alphonse (1873) (Monsieur Alphonse, 1873, skådespel)
- Fru Aubrays idéer (1868) (Les Idees de Madame Aubray, 1867, skådespel)
- Främlingen (1878) (L'étrangère, 1876, skådespel)
- Ett ungdomsminne (anonym översättning?, Weijmers, 1907)
- Lifvet vid tjugu år (anonym översättning?, Fröléen, 1910)
- Den hängde från La Piroche (översättning Céline-Marie Dickson, Almqvist & Wiksell, 2000) [Översättningen först tryckt i All världens berättare, 1948:2]